# Чижов, Владимир Аполлонович
Влади́мир Аполло́нович Чижо́в (1 июня [13 июня] 1861 — 25 мая 1941, Париж) — действительный статский советник, домовладелец, эмигрант.

## Биография
Родился в дворянской семье. Отец — Аполлон Алексеевич Чижов (1822—1867), мать — Надежда Алексеевна Валицкая (1839—1866), внучка архитектора О. И. Бове. Помимо Владимира в семье было ещё пятеро детей: старшие Павел и Лидия и младшие Надежда, Леонид (1865—1894) и Сергей (1866—1925).
В. А. Чижов был членом Московской дворянской опеки, попечителем Яузского 2-го городского училища, членом Историко-родословного общества в Москве. Ему принадлежал доходный дом № 15 на Большой Молчановке. Родовое имение (унаследованное от О. И. Бове) — село Холмы в Московской губернии. Перед революцией В. А. Чижов имел чин действительного статского советника.
После революции — в эмиграции: сначала в Афинах, где некоторое время был директором русской гимназии, затем в Париже.
Скончался в Париже 25 мая 1941 года, похоронен в Клиши.

## Семья
В. А. Чижов был женат на Софье Дмитриевне Игнатьевой (ум. 1907), внучке генерала Д. Л. Игнатьева. Все дети в семье Владимира Аполлоновича носили (как и он сам) имена древнерусских князей и княгинь (отчасти это было соблюдено и в следующем поколении):
- Ольга (1888—1943), замужем за Георгием Владимировичем Юргенсом (1875—1927); их старшая дочь Ольга вторым браком за Василием Григорьевичем Пироговым (1904—1965), сыном певца Г. С. Пирогова.
- Всеволод (1889—1965), первая жена — графиня Мария Александровна Ефимовская, вторая жена — Ольга Дмитриевна Маркелова (1898—1966), дочь Д. М. Маркелова, от неё сын:
  - Олег (1926—2008), врач, генеалог, коллекционер, жена — Елена Константиновна Алкалаева (1924—1990), дочь К. К. Алкалаева.
- Глеб Чижов-Холмский (1892—1986).
- Игорь (1893—1919), жена Елена Александровна фон Дрейер (1893—1973), у них сын:
  - Ярослав (1919—1943), актёр.
- Мстислав, умер в младенчестве.
- Людмила (1897—1987), замужем за Виктором Феодосьевичем Жаворонковым (1885—1938).
- Борис (1901—1993), жена Евгения Степановна Болгарова (1904—1982).
- Олег, умер в младенчестве.